# 名鉄3800系電車
名鉄3800系電車（めいてつ3800けいでんしゃ）は、名古屋鉄道（名鉄）が1948年（昭和23年）より導入した電車である。名鉄の直流1,500 V電化路線において運用された吊り掛け駆動車各形式のうち、間接自動進段制御器を搭載するAL車に属する。
3800系は太平洋戦争終戦後の混乱期において運輸省が制定した「私鉄郊外電車設計要項」に基いて新製された、いわゆる運輸省規格形に区分される車両である。1954年（昭和29年）までに計71両が導入され、これは名鉄における単一系列の在籍数としては7000系「パノラマカー」の大量増備が行われるまで最多両数であった。
新型車両の増備に伴って1960年代後半より淘汰が開始され、一部の車両は地方私鉄へ譲渡されたが、名鉄を取り巻く情勢の変化によって全体の約1/3に相当する車両は後年まで残存し、各種改造を経て1989年（平成元年）まで運用された。
以下、本項においては3800系電車を「本系列」と記述し、また編成単位の説明に際しては制御電動車モ3800形の車両番号をもって編成呼称とする（例：モ3801-ク2801の編成であれば「3801編成」）。

## 導入経緯
名鉄は、架線電圧の相違を理由に金山橋（現・金山）を境として東西に分断されていた運行系統の一本化を目的として、西部線（旧名岐鉄道敷設区間）の架線電圧を従来の直流600 Vから東部線（旧愛知電気鉄道敷設区間）と同一の直流1,500 Vへ昇圧することとし、1946年（昭和21年）9月より工事に着手した。
以降、変電所など地上設備の改修と並行して、西部線に所属する車両のうちモ800形・モ850形など比較的経年の浅い電動車各形式を対象に昇圧対応改造を施工し、また昇圧対応改造の対象外となる車両の補充を目的に東部線に所属する制御車の一部を電動車へ改造するなど、昇圧準備を進めた。それでもなお不足する1,500 V対応車両については車両増備によって充当することとした。
ただし、当時の地方鉄軌道事業者による車両製造発注は、終戦後間もなくの資材不足などを背景として運輸省の監督下における認可制を採っており、各事業者が自由に製造メーカーへ新車を発注することは事実上不可能であった。また、運輸省の打ち出した施策を受け、同省の実務代行機関である日本鉄道会（現・日本民営鉄道協会）は、1947年（昭和22年）度に地方鉄軌道事業者の新製車両に関する規格「私鉄郊外電車設計要項」を制定、原則的に同要項に沿って設計された車両、いわゆる「運輸省規格形車両」の新製発注のみを認可することとした。
このような情勢下、名鉄は同要項のうち従来車と規格が近似した「A'形（車体長17,000 mm・車体幅2,700 mm）」を選択、1947年（昭和22年）度に制御電動車モ3800形3801 - 3810・制御車ク2800形2801 - 2810の10編成計20両の新製が認可された。このうち3805編成までの5編成10両は西部線昇圧完成前日の1948年（昭和23年）5月11日までに順次竣功し、翌5月12日の昇圧完成、および5月16日の東西直通運転開始後は主力車両として運用された。
次いで1948年（昭和23年）度は前年度同様に20両の新製が認可され、10編成20両（モ3811 - モ3820・ク2811 - ク2820）が増備された。さらに翌1949年（昭和24年）度には15編成30両（モ3821 - モ3835・ク2821 - ク2835）が増備された。同年度の増備車は前記要項の改訂に伴って「B2形」に区分されるが、基本設計は前年度までの導入車両と同様である。
その後、1954年（昭和29年）に制御車ク2836が1両のみ新製された。これは旧愛知電気鉄道が導入した全鋼製車体の試作車モ3250形3251の車体新製による荷電化改造施工に際して、不要となる旧車体の台枠の払い下げを輸送機工業が希望し、その見返りとして同社にてク2800形を1両新製して名鉄へ納入したものとされる。ク2836はそれまでの導入車両と異なり、編成する車番末尾同番号のモ3800形が存在しない異端車で、常に他形式と編成して運用された。
以上の経緯にて、本系列はモ3800形35両・ク2800形36両の計71両が導入された。ク2800形2831 - 2835が帝國車輛工業、前述ク2836が輸送機工業において新製されたほかは、全車とも日本車輌製造本店において新製された。
なお、本系列と同一の車体を備える車両としては、1948年（昭和23年）8月に発生した太田川車庫火災において被災焼失した車両の復旧名目で1949年（昭和24年）に新製されたモ3750形が存在するほか、他社においては京福電気鉄道福井支社が1949年（昭和24年）に導入したホデハ1001形がモ3800形を両運転台構造に設計変更したのみの同一車体を備える。

## 車体
構体主要部分を普通鋼製とした、車体長17,000 mm・車体幅2,700 mmの半鋼製車体を備える。私鉄郊外電車設計要項A'形準拠という設計上の制約がありながら、外観は従来車と比較して大きな変化はなく、「モ800形の申し子というべき存在」「モ800形以来の名鉄車両の血統が息づいている」などと評される。もっとも、車体長については「A'形」の制約から従来車より500 - 600 mm短縮されており、比較的外観の近似したモ800形と比較すると客用扉間の側窓が1枚少ないという差異が生じている。
モ3800形・ク2800形とも両形式の連結運転を前提として一方の妻面にのみ運転台を備える片運転台仕様とし、前後妻面中央部には貫通扉を設け、その左右両脇に前面窓を配した。
側面には450 mm幅の乗務員扉、1,100 mm幅の片開き客用扉、700 mm幅の側窓を配置し、これらの寸法はいずれも「A'形」の設計要項に基いたものである。側窓構造は3400系「流線」およびモ3350形（初代、後の2代目モ3600形）以降、名鉄が導入した車両における標準仕様となっていた一段上昇式の一枚窓ではなく上下段上昇式の二段窓に変更されたが、これも私鉄郊外電車設計要項に基いた設計変更である。
前面窓および側窓の上下寸法は900 mmと従来車より50 mm拡大され、この寸法は後に導入された5200系において変更されるまで、名鉄の車両における標準値として後継形式に踏襲された。また、従来車に設置されていた客用扉下部の内蔵ステップは当初より省略され、客用扉下端部は車内床面高さと同一に揃えられている。側面窓配置はd 2 D 9 D 3（d：乗務員扉、D：客用扉、各数値は側窓の枚数）で、モ3800形・ク2800形とも同一である。
屋根上にはベンチレーター（通風器）を設置するが、製造時期によって仕様が異なる。3801編成から3820編成までは「A'形」の設計要項に基きガーランド形ベンチレーターを屋根部左右に二列配置で、3821編成から3835編成までは要項改訂に伴って制約が解消されたことを受けて押込形ベンチレーターを同じく屋根部左右に二列配置で、ク2836はガーランド形ベンチレーターを屋根部中央に一列配置で、それぞれ設置する。
車体塗装は当時の名鉄における標準塗装であったダークグリーン1色塗りとされた。また車番標記はモ800形と同様に名岐由来のローマン書体とされた。
車内座席はロングシート仕様で、客用扉間に9枚設けられた側窓のうち、客用扉に隣接する各1枚の側窓に相当する位置には座席を設けず立席スペースとする、輸送力重視の設計が採用された。乗務員室については全室運転台構造を名鉄において初めて採用し、客室と乗務員スペースとは仕切り壁によって完全に仕切られている。

## 主要機器
いずれも私鉄郊外電車設計要項にて規定された機種を採用した。他社においては規定外の機種を採用する例があった中、名鉄が要項を忠実に遵守したのは、要項に示された指定機種がいずれも名鉄において既に採用されていたモデルであるか、またはその類似モデルであったことが理由であると指摘される。
主電動機は東洋電機製造TDK-528/9-HM直流直巻電動機（端子電圧750 V時定格出力112.5 kW、同定格回転数1,188 rpm）を採用、モ3800形に1両あたり4基、歯車比3.21 (61:19) にて搭載する。TDK-528系主電動機は1935年（昭和10年）にTDK-528/5-Fがモ800形へ採用されたことを契機に、名鉄のAL車における標準型主電動機となっていた機種である。
制御装置は電動カム軸式の東洋電機製造ES-516-C間接自動進段制御器を採用する。東洋電気製造ES系制御装置もまたモ800形他において採用実績のある機種であり、制御段数は直列5段・並列4段・弱め界磁1段と、モ800形が搭載するES-509-Aと同一である。
台車は、従来車と同様に形鋼組立形の釣り合い梁式台車であるものの、心皿荷重上限が従来車の16 tから18 tに引き上げられた日本車輌製造D18をモ3800形・ク2800形とも装着する。軸受は要項に則って平軸受（プレーンベアリング）仕様とした。ただし、ク2836のみは中古品のTR14国鉄制式台車を装着する。
制動装置は従来車と同様に元空気溜管式自動空気ブレーキとし、要項に則って動作弁はA弁を採用した。モ3800形の制動装置はAMA、ク2800形の制動装置はACAとそれぞれ呼称される。その他、両形式とも手用制動を併設する。
その他、集電装置として菱形パンタグラフをモ3800形に1両あたり1基、屋根上運転台側に搭載し、連結器は前後妻面とも並形自動連結器を装着する。

## 運用

### 東西直通運転開始前後
前述のとおり、本系列は西部線の架線電圧1,500 V化・東西直通運転開始に際して導入された。しかし、当時の日本車輌製造における製造スケジュールの都合から、1948年（昭和23年）5月12日の昇圧当日までに竣功した編成は3801 - 3805編成の計5編成10両に留まった。その5編成も、5月10日に3802編成が、残る4編成が昇圧前日の5月11日にようやく竣功するという状況で、3802編成を除く4編成は本線上における公式試運転を行う余裕もないまま、翌5月12日の昇圧工事完成と同時に営業運転に就役することとなった。
そのような余裕のない導入スケジュールに起因して、本系列は運用開始初日より初期故障が発生し全編成とも運用を離脱する事態となった。さらに、昇圧当日は変電所の故障や昇圧改造車両の床下機器からの発火などが相次いだため西部線は終日にわたって運行ダイヤが麻痺状態となり、翌日発行の地元紙などにおいて「罪作りな昇圧」と酷評されるに至った。
後日本系列は故障箇所を修復して運用に復帰した。当時の名鉄の在籍車両は、戦中から終戦直後にかけて酷使された整備不良車が多数を占める中、窓ガラスを完備するなど車内外とも整備された新型車両の本系列は現場・乗客の双方から歓迎されたという。また、5月16日の東西直通運転開始に先立って、前日の5月15日に新岐阜（現・名鉄岐阜） - 豊橋間にて運行された東西直通特急の公式試運転に際しては、本系列がモ3805-モ3804-ク2804の3両編成を組成して充当され、同区間を約2時間で走破した。
その後、1948年（昭和23年）7月から同年12月にかけて3806 - 3820編成が、翌1949年（昭和24年）9月に3821 - 3825編成が、同年12月に3826 - 3835編成がそれぞれ竣功し、営業運転に就役した。1949年（昭和24年）度導入分については、車体寸法の都合から運用上の制約が大きかった3700系（初代、国鉄モハ63形割当車）10編成20両の代替を兼ね、15編成30両の大量増備となった。のち1954年（昭和29年）3月に竣功したク2836を加えて計71両が導入された本系列は、1950年代の名鉄における代表形式として戦後復興期の輸送力増強に貢献し、特急運用から普通列車運用まで幅広く充当された。

### 1960年代に施工された各種改造
|                                           | 高運転台化 | ノーシル化 | アルミサッシ | 車内改装 |
| 3801・05編成 3815・16編成                 | ○          | -          | -            | -        |
| 3802 - 04・06編成 3808・09・11編成 モ3807 | -          | -          | ○            | -        |
| 3810・12 - 14編成 3817 - 20編成 ク2807    | ○          | -          | ○            | -        |
| 3821・23 - 28編成 3831 - 34編成           | ○          | ○          | ○            | ○        |
| 3822編成                                  | -          | ○          | ○            | ○        |
| 3829・30編成                              | -          | ○          | -            | ○        |
| 3835編成                                  | -          | -          | -            | ○        |
| ク2836                                    | -          | -          | -            | -        |

1960年代に至り、終戦後間もない混乱期に製造された本系列は、経年15年程度であったにもかかわらず1962年（昭和37年）から1964年（昭和39年）にかけて全車を対象に外板の張り替えなど劣化が進行した構体の修繕工事が施工された。この際、過半数の車両については衝突事故対策として運転台部分の構体強化および運転台の嵩上げによる高運転台化改造が同時施工されたほか、前面貫通扉・客用扉の鋼製扉化、窓サッシのアルミサッシ化、戸袋窓のHゴム固定支持化なども実施された。
この修繕工事は予算の都合などから全車統一した仕様とはならず、原形の低運転台仕様のまま竣功した編成・自動洗車機導入を踏まえて洗浄効率向上のため側面の窓下補強帯（ウィンドウ・シル）を埋め込みノーシル構造に改修された編成など仕様はさまざまで、さらに側窓がアルミサッシ化された編成についても窓構造が原形の二段上昇式のままとされた編成と上段下降下段上昇式に改められた編成の2種類が存在し、外観上の差異は多岐に及んだ。その他、車内の仕様については、1次車（3801 - 3820編成）とク2836は無改造のまま出場したが、2次車（3821 - 3835編成）においては車内壁部の淡緑色ラッカー塗り仕上げ化・車内暖房機新設など体質改善工事が実施された点が異なる。概略は右図を参照。
さらに1968年（昭和43年）から1970年（昭和45年）にかけて、2次車以降の一部車両を対象に客用扉間の座席を転換クロスシートに改装し、3821編成・3827編成・3828編成・3830編成 - 3835編成の9編成18両とク2836がセミクロスシート仕様となった。セミクロスシート化された各車両は、車体塗装が従来のダークグリーン1色塗りから黄色がかったクリーム（ストロークリーム）地に赤帯を配した、当時の名鉄におけるクロスシート仕様車の標準塗装に変更された。また、後期に改造された3821編成・3827編成・3828編成についてはシートの改装と同時に車内照明の蛍光灯化も施工された。ク2836については、このセミクロスシート化改造を機に、編成相手を従来のモ3500形3505からモ3560形3561へ変更し、以降廃車までモ3561-ク2836の2両で編成を組成した。

### 他社譲渡・7300系への主要機器供出
修繕工事施工から間もない1967年（昭和42年）より、上記セミクロスシート化改造の対象外となった編成を対象に早くも本系列の淘汰が開始された。
淘汰対象はいずれも1次車に相当する編成で、3805編成・3807編成 - 3809編成・3811編成 - 3815編成の計9編成18両が1970年（昭和45年）10月にかけて順次除籍された。これらの編成は全車とも他社への譲渡対象となり、富山地方鉄道・大井川鉄道（現・大井川鐵道）・豊橋鉄道の各社へ譲渡された（詳細は後述）。
また、3835編成の制御車ク2835は修繕工事出場から間もなく踏切事故にて被災大破し、1969年（昭和44年）10月28日付で除籍された。この際、3818編成を分割してク2818をモ3835と組成して（新）3835編成としたが、モ3835は車内改修工事・セミクロスシート化改造済の2次車、ク2818は車内改修工事未施工の1次車であるため、両車で車内外の仕様が異なる異端編成となった。またこの際、ク2818はロングシート仕様のままながら車体塗装をモ3835と合わせてストロークリーム地に赤帯を配したクロスシート車用塗装に変更された。一方、編成相手を失ったモ3818については3816編成の中間へ組み込み、3816編成のモ3816を電装解除・制御車化してク2815（2代）と記号番号を改め、ク2815（2代）-モ3818-ク2816の3両編成を組成して築港線専用編成に転用された。
さらに、支線直通特急用車両として導入が計画された7300系の新製に際して、本系列より台車・主電動機など主要機器を供出することとなった。今回は1次車・2次車の別を問わず、車内座席がロングシートのまま存置された3801編成 - 3804編成・3806編成・3810編成・3817編成・3819編成・3820編成・3823編成 - 3825編成・3829編成の計14編成28両に、前述事故廃車となったク2835を加えた計29両が主要機器の供出元となり、ク2835を除く各編成は1971年（昭和46年）7月から同年10月にかけて順次除籍された。このうち、3822編成・3829編成の2編成は車体のみが大井川鉄道へ譲渡された。
一連の淘汰が実施された結果、最大71両在籍した本系列は全24両に減少し、特に1次車は（新）3835編成の制御車ク2818と築港線専用編成のク2815（2代）-モ3818-ク2816の計4両が残存するのみとなった。

### オイルショック以降
本系列を含むAL車各形式を種車とする7300系への車体更新はその後も継続する計画であったが、高度経済成長期における輸送量増加は年々激しさを増し、同数代替となる車体更新車の増備よりも車両数が純増となる新製車の増備が求められたことから、7300系の導入は1971年（昭和46年）度のみで打ち切られた。さらに1973年（昭和48年）の第一次オイルショックによって従来自家用車を利用した通勤客の公共交通機関への移転が進み、朝夕ラッシュ時における混雑率の悪化は限界に達した。名鉄は輸送事情改善のため戦後の大手私鉄事業者としては異例となる他社からの譲渡車両導入に踏み切るという非常手段を取らざるを得ない状況となり、従来車の代替を実施する余裕はなくなったため、本系列の淘汰も一時中断された。
1973年（昭和48年）より車内照明が白熱電灯仕様のまま存置されていた編成を対象として蛍光灯化改造が施工されたほか、前面ワイパーの自動動作化・装着するD18台車の軸受のコロ軸受（ローラーベアリング）化が1975年（昭和50年）までに残存する全車を対象に施工された。同時期には前照灯のシールドビーム2灯化も順次施工された。
また1974年（昭和49年）にはセミクロスシート仕様の編成を対象に、ラッシュ時対策として客用扉寄りの座席を左右2脚・1両あたり4脚撤去し客用扉周辺の立席スペースを拡大する改造が施工されたほか、同時期に名鉄の保有する鉄道車両の標準塗装をスカーレット1色塗装とする方針が定められたため、従来車内座席の相違によって異なった車体塗装を全編成ともスカーレット1色塗りで統一した。
その他、前述した他社からの譲渡車両の一系列である3790系（元東濃鉄道モハ110形・クハ210形）は築港線専用車両として導入された。そのため、従来同路線の専用編成であったク2815（2代）-モ3818-ク2816のうち、モ3818-ク2816を（新）3818編成として幹線系統へ再転属させ、残るク2815（2代）については3790系の中間車（付随車代用）に転用されてモ3791-ク2815（2代）-ク2791の3両編成を新たに組成した。
なお、1979年（昭和54年）にク2836は7300系の台車換装によって余剰となったD18台車を転用して換装し、従来装着したTR14台車は廃棄された。

### 退役
その後、6000系の増備によって本系列の代替が1981年（昭和56年）より再開され、同年8月10日付で（新）3818編成が、同年9月7日付で3832編成が除籍された。1984年（昭和59年）度には3790系の淘汰に伴って、編成を組成したク2815（2代）が3790系モ3791・ク2791とともに1985年（昭和60年）3月28日付で除籍された。
なおこの間、3880系（元東急3700系）の廃車に際して、ク2800形2818・2821・2826 - 2828・2830・2831・2833・2834・2836の計10両が、台車を3880系の廃車発生品である住友金属工業KS-33E台車に換装した。同10両が従来装着したD18台車はHL更新車の3700系列へ玉突き転用され、従来種車由来の雑多な台車を装着した同系列の台車統一に用いられた。
1987年（昭和62年）3月の国鉄分割民営化で発足した東海旅客鉄道（JR東海）は、ダイヤ改正ごとに東海道本線の輸送力増強および利便性向上を図り、並行する名古屋本線を保有する名鉄にとって脅威となりつつあった。そのため名鉄側も対抗手段として1987年（昭和62年）から1989年（平成元年）にかけて6500系・6800系など新型車両を導入してサービス向上を図り、余剰となったAL車・HL車など旧型車両の大量淘汰が同時期に実施された。
本系列も代替対象に含まれ、ク2836が1987年（昭和62年）3月31日付で編成を組成したモ3560形3561とともに廃車となり、同年9月30日付で除籍された3828編成より編成単位の廃車も再開された。その後、最後まで残存した3827編成が1989年（平成元年）9月12日付で除籍され、本系列は全廃となった。
なお、淘汰再開後に廃車となった各車両は廃車後いずれも解体処分され、他社への譲渡は行われなかった。

## 譲渡車両
本系列のうち、廃車後に地方私鉄への譲渡対象となったのは1971年（昭和46年）までに除籍された計11編成22両で、うち9編成18両までが1次車で占められている。譲渡先は富山地方鉄道・大井川鉄道・豊橋鉄道の3社であるが、うち富山地方鉄道譲渡分については当初名鉄に車籍を残したまま貸し出しの形で入線し、後に正式譲渡されている。

### 富山地方鉄道
| 14710形モハ14718（元名鉄モ3815）  |  | 14710形モハ14717（元名鉄モ3814）  |
| 14710形モハ14718 （元名鉄モ3815） |  | 14710形モハ14717 （元名鉄モ3814） |

1967年（昭和42年）11月と翌1968年（昭和43年）6月の二度にわたって、3807編成 - 3809編成・3811編成・3812編成・3814編成・3815編成の計7編成14両が富山地方鉄道（地鉄）において導入された。前述のとおり全車とも当初は貸し出しの形で入線し、1968年（昭和43年）5月以降正式に譲渡され、旧番順にモハ14710形14711 - 14718（モハ14714欠）・制御車クハ10形11 - 18（クハ14欠）と新たな形式称号および記号番号が付与された。
導入当初は名鉄在籍当時と比較して車体塗装の変更が実施された程度の軽微な変化に留まり、名鉄在籍当時の原形を保ったまま運用されたが、1972年（昭和47年）より立山線系統の特急列車運用に供するため車内アコモ改善工事と塗装変更が実施され、車体塗装は当時日本国有鉄道において導入が進められていた12系客車に範を取った、濃紺地に白帯を2本配した新塗装となった。さらに1975年（昭和50年）以降、台車交換・車体修繕・前面の非貫通構造化改造などが順次施工され、外観に大きな変化が生じた。
その後、制動装置のHSC電磁直通ブレーキ化・車体塗装の白・灰色・赤の3色による地鉄標準塗装への変更を施工、他形式とも混用されて運用されたが、非冷房仕様の吊り掛け駆動車であったことから10030形（元京阪初代3000系）導入に伴う代替対象となり、1993年（平成5年）までに全車廃車となった。

### 豊橋鉄道
1969年（昭和44年）に3813編成が譲渡された。当時の豊橋鉄道は保有車両の主要機器を日本国有鉄道（国鉄）の制式機器で統一していたため、同編成の購入に先立って1967年（昭和42年）に国鉄よりクモハ12形12000およびクモハ14形14801の主要機器の払い下げを受け、3813編成の車体と組み合わせて導入した。
導入に際しては軸重制限の都合からモ3818に搭載する主電動機を2基に半減し、制御車ク2813にも主電動機を2基搭載、全電動車編成とした。また、モ3818のパンタグラフを従来の先頭寄りから連結面寄りへ移設し、ク2813の連結面にもパンタグラフを新設した。その他、補助電源装置に一般的な電動発電機 (MG) ではなく当時実用化されて間もない静止形インバータ (SIV) を採用した点が特徴であった。
車体外観は前面貫通扉を締切扱いとし、前照灯を豊橋鉄道タイプの角型ケース入のシールドビーム2灯へ変更した程度で大きな変化はなく、名鉄在籍当時の改造による高運転台仕様もそのままとされた。車体塗装は当時の名鉄クロスシート車用塗装に類似したストロークリーム地に赤帯を配したものとされた。
豊橋鉄道における形式称号・記号番号はモ3813がモ1720形1721、ク2813がモ1770形モ1771とそれぞれ改められ、同2両で固定編成を組成し、1970年（昭和45年）8月より渥美線において運用を開始した。
後年、貫通扉を埋込撤去して跡地に左右窓と同形状の窓を設置、併せて前面腰板中央部へ電照式の行先表示窓を新設したため、外観上の印象に変化が生じた。その後は大きな改造を受けることなく渥美線にて運用されたが、1900系（元名鉄5200系）の導入に伴って1991年（平成3年）に廃車となった。

### 大井川鉄道
1970年（昭和45年）に3805編成が譲渡され、310系モハ310-クハ510として導入された。同編成は導入に際して名鉄鳴海工場において客用扉間の座席を転換クロスシートに改装した上で譲渡され、主に急行列車運用に充当された。
次いで1972年（昭和47年）には7300系への主要機器供出によって廃車となった3822編成・3829編成の車体が譲渡された。同2編成の車体は大井川鉄道保有の旧型車などの主要機器と組み合わされ、3800系モハ3822-クハ2822・モハ3829-クハ2829と名鉄在籍当時の形式・車両番号のまま導入された。なお、同2編成は名鉄3800系2次車のうち唯一の他社譲渡例である。
310系クハ510は1986年（昭和61年）に車体をオープン構造に大改造し、納涼展望電車クハ86形861となった。クハ510の納涼展望電車化によって編成相手を失ったモハ310は1992年（平成4年）3月に廃車となり、その他3829編成は1988年（昭和63年）に客用扉間の座席を名鉄7000系の廃車発生品を流用して転換クロスシート仕様に改装した。
その後の後継形式の導入により、経年による老朽化が進行した3800系は3822編成が1997年（平成9年）6月に、3829編成が1998年（平成10年）12月にそれぞれ廃車となった。さらに末期は稼動機会がなく休車状態であったクハ861についても1999年（平成11年）3月に廃車となり、大井川鉄道へ譲渡された3800系は全廃となった。